# کودیما
کودیما (به اوکراینی: Кодима) شهری در استان اودسا در کشور اوکراین واقع شده‌است. جمعیت این شهر ۸,۵۱۴ نفر (۲۰۲۱ تخمینی)است.